# He Wei
He Wei (chiń. 何伟; ur. 1910, zm. 1973) – chiński dyplomata. Drugi ambasador Chińskiej Republiki Ludowej w Wietnamie. Pełnił tę funkcję w okresie od stycznia 1958 do kwietnia 1962.